# 嵊州市
嵊州市（じょうしゅう-し）は中華人民共和国浙江省に位置する省直轄の県級市であり、しばらくの間、紹興市の代理管轄下に置かれている。

## 地理
嵊州市は北は杭州市、東は寧波市に接し、長江三角州経済区に属する。

## 歴史
- 1121年 剡県より嵊県に改める。嵊県の名称はその後、874年使われる。
- 1995年8月 批准を経て県を廃止し市を設置する事により、嵊県より嵊州市に改め現在に至る。

## 経済
- ネクタイ、厨房用具、茶葉加工が有名で、「21世紀国際ネクタイ都市」、「中国厨房用具之都」、「中国シルク服装生産基地」とも呼ばれている。
- 1,900社以上の企業がネクタイ生産に従事しており、従業員は5万人以上におよぶ。年間生産数は3億本近く、中国国内の90%、全世界の40%を占める。

## 越劇
- 嵊州市は越劇発祥の地で、剡渓両岸の山郷の小劇から発展した。
- 越劇は誕生して百年あまりの歴史がある。
- 越劇は当初「小歌班」と呼ばれ、男女の恋愛物語を主に上演した。
- 「小歌班」誕生当初は男優のみだったが、現在の越劇は女優のみで演じられている。
- 1958年上海で上演された、徐玉蘭主演の「紅楼夢」は好評で、のち中国全土で公演された。

## 行政区画
- 街道：剡湖街道、三江街道、鹿山街道、浦口街道
- 鎮：甘霖鎮、長楽鎮、崇仁鎮、黄沢鎮、三界鎮、石璜鎮、谷来鎮、仙岩鎮、金庭鎮、下王鎮
- 郷：貴門郷
- 嵊州経済開発区